# Stenopelmatus longispinus
Stenopelmatus longispinus är en insektsart som beskrevs av Brunner von Wattenwyl 1888. Stenopelmatus longispinus ingår i släktet Stenopelmatus och familjen Stenopelmatidae. Inga underarter finns listade i Catalogue of Life.